# Andrea Zotti
Andrea Zotti (Asiago, 17 ottobre 1905 – Mar Tirreno, 16 marzo 1940) è stato un aviatore italiano Asso dell'Aviazione Legionaria durante la Guerra civile spagnola, conseguì 9 vittorie aeree accertate, 2 probabili e 6 in collaborazione, venendo decorato con due Medaglie d'argento al valor militare.

## Biografia
Nacque ad Asiago, provincia di Vicenza, il 17 ottobre 1905, e all'età di venti anni si arruolò nella Regia Aeronautica, frequentando la Regia Accademia Aeronautica di Caserta, Corso Centauro, da cui uscì nel 1927 con il grado di sottotenente pilota.
Dopo aver frequentato la Scuola di addestramento caccia di Ghedi venne assegnato al 1º Stormo caccia Terrestre di stanza sull'aeroporto di Campoformido. Presso questo reparto si mise subito in luce per le sue doti di pilota acrobatico. Il 22 luglio 1932, il Tenente Zotti a bordo di un addestratore Breda Ba.19 si esibì come Capo formazione della Squadriglia folle insieme ad altri piloti al III Meeting aeronautico Internazionale di Acrobazia Aerea di Zurigo-Dubendorf. Promosso capitano di squadriglia, nel gennaio 1934 fu trasferito presso il 5º Stormo Assalto di stanza sull'aeroporto di Ciampino Sud (Roma).
Nel luglio dello stesso anno partì per la Cina come membro della missione aeronautica italiana, diretta dapprima dal colonnello Roberto Lordi e poi da Silvio Scaroni, che doveva addestrare i piloti cinesi. Egli venne assegnato alla Scuola caccia della Chung-Hua Min-Kuo K'ung-Chün che doveva formare ed addestrare i piloti alle moderne tecniche di combattimento. Rientrò in Italia nel 1936 frequentando successivamente la Scuola di guerra aerea di Firenze, e venendo promosso al grado di maggiore nell'aprile 1937. Subito dopo partì volontario per la Spagna, assumendo il comando del XXIII Gruppo (poi 23º Gruppo) Caccia "Asso di Bastoni" dell'Aviazione Legionaria costituito a Siviglia il 22 dello stesso mese. Il 6 luglio ottiene la sua prima vittoria, abbattendo un caccia Polikarpov I-16 a Villanueva de la Cañada. Il giorno successivo conseguì una nuova vittoria, abbattendo un Polikarpov I-15 nell'area di Brunete, ma subito dopo aver danneggiato un altro velivolo fu costretto ad un atterraggio di emergenza con il proprio aereo seriamente danneggiato. Il 23 luglio 1938 lasciò il comando del XXIII Gruppo al parigrado Aldo Remondino e rientrò in Patria promosso tenente colonnello per merito di guerra. 
A quella data era accreditato di 9 vittorie, 2 probabili e sei in collaborazione, e decorato con due medaglie d'argento al valor militare.
Durante il periodo trascorso in terra iberica aveva conosciuto, e poi sposato, la signorina Isabela Kindelán Duany, sorella del generale Alfredo Kindelán Duany comandante dell'aviazione nazionalista. Assegnato allo Stato maggiore della 3ª Squadra aerea, perì il 16 marzo 1940;  il trimotore Savoia-Marchetti S.M.73 (I-SUTO) delle Avio Linee Italiane su cui volava come passeggero, in servizio tra Tripoli e Roma, precipitò sull'isola di Stromboli a seguito di un urto con un costone roccioso in località Forgia Vecchia. Nel medesimo incidente perse la vita anche la scrittrice Maria Assunta Giulia Volpi Nannipieri. Lo stadio comunale di Asiago è a lui dedicato.

### Annotazioni
1. ↑  Si trattava dei tenenti Willy Bocola, Giuseppe Melandri, del Maresciallo Pierino Colombo, e dei sergenti Andrea Citi, Elio Scarpini, Silvio De Giorgi, Angelo Marasco, Ettore Wengi, Mario Sansone e Giuseppe Magli.
2. ↑  Assieme alla missione arrivarono numerosi velivoli italiani, tra i quali 16 caccia Fiat C.R.32.
3. ↑  Formato dalla 18ª Squadriglia (Capitano Guido Nobili), 19ª Squadriglia (Capitano Enrico Degli Incerti), 20ª Squadriglia (Capitano Antonio Larsimont Pergameni).
4. ↑  Tra cui due bombardieri Tupolev SB.

### Fonti
1. 1 2 3 4 5 6 7 8 9  Logoluso 2010, p. 40.
2. 1 2 3  Logoluso 2010, p. 89.
3. ↑  Ufficio Storico Stato Maggiore dell'Aeronautica 1977, p. 5.
4. ↑  Ufficio Storico Stato Maggiore dell'Aeronautica 1977, p. 6.
5. ↑  Ufficio Storico Stato Maggiore dell'Aeronautica 1977, p. 43.
6. ↑  Logoluso 2010, p. 45.
7. ↑  Logoluso 2010, p. 46.
8. 1 2  Logoluso 2010, p. 76.